# Bundestagswahlkreis Fürstenwalde – Strausberg – Seelow
Der Bundestagswahlkreis Fürstenwalde – Strausberg – Seelow war von 1990 bis 2002 ein Wahlkreis in Brandenburg. Er besaß die Nummer 277 und umfasste die ehemaligen Landkreise  Fürstenwalde, Strausberg und Seelow. Im Zuge der Reduzierung der Anzahl der Wahlkreise in Brandenburg bei der Wahlkreisreform von 2002 wurde der Wahlkreis aufgelöst. Sein Gebiet wurde auf die beiden Wahlkreise Märkisch-Oderland – Barnim II und  Frankfurt (Oder) – Oder-Spree aufgeteilt. Der letzte direkt gewählte Wahlkreisabgeordnete war Mathias Schubert (SPD).

## Wahlkreissieger
| Wahl | Name             | Partei | Erststimmen |
| ---- | ---------------- | ------ | ----------- |
| 1998 | Mathias Schubert | SPD    | 53,1 %      |
| 1994 | Mathias Schubert | SPD    | 45,3 %      |
| 1990 | Rainer Eppelmann | CDU    | 34,0 %      |